# Ordoño IV.
Ordoño IV. (oko 926. – Córdoba, 962. ili 963.), zvan Zli, bio je kralj Leona kao uzurpator prijestolja Sanča I. Debelog.

## Biografija
Ordoño je bio sin Alfonsa IV. Leonskog i kraljice Oneke Sánchez te nećak Ramira II. Leonskog.
Kralj Ordoño oženio se Urakom Fernández, kćerju grofa Fernána Gonzáleza te je prekinuo vlast Sanča I. Leonskog. 